# Henry R. Rathbone
Henry Riggs Rathbone (Washington, 12 febbraio 1870 – Chicago, 15 luglio 1928) è stato un politico statunitense.

## Biografia
Nacque nel 1870, nipote dell'influente politico Ira Harris e primogenito di Henry Rathbone e Clara Harris, entrambi testimoni diretti dell'assassinio di Abraham Lincoln. L'assassinio del presidente degli Stati Uniti avrebbe stravolto la famiglia: dopo essersi trasferiti in Germania nel 1883 il padre, reso folle dal senso di colpa per non aver saputo proteggere il presidente, arrivò a sparare alla madre, uccidendola, tentando il suicidio e venendo internato in manicomio per il resto della vita.
Henry e i fratelli minori vennero rimpatriati in America e allevati dallo zio William Harris. In seguito Henry studiò all'università Yale e divenne avvocato. Si trasferì allora in Illinois, dove entrò in politica e venne eletto nel 1923 alla Camera dei Rappresentanti, morendo tuttavia in carica cinque anni più tardi. Curiosamente, sia il suo predecessore Winnifred Sprague Mason Huck che il suo successore Ruth Hanna McCormick furono donne, cosa inusuale per l'epoca.